# Zion (Illinois)
Zion és una ciutat dels Estats Units a l'estat d'Illinois. Segons el cens del 2000 tenia 25.129 habitants.

## Demografia
Segons el cens del 2000, Zion tenia 22.866 habitants, 7.552 habitatges, i 5.558 famílies. La densitat de població era de 1.076,7 habitants/km².
Dels 7.552 habitatges en un 44,1% hi vivien nens de menys de 18 anys, en un 48,9% hi vivien parelles casades, en un 20% dones solteres, i en un 26,4% no eren unitats familiars. En el 21,6% dels habitatges hi vivien persones soles el 6,3% de les quals corresponia a persones de 65 anys o més que vivien soles. El nombre mitjà de persones vivint en cada habitatge era de 2,96 i el nombre mitjà de persones que vivien en cada família era de 3,44.
Per edats la població es repartia de la següent manera: un 33,2% tenia menys de 18 anys, un 9,5% entre 18 i 24, un 31,4% entre 25 i 44, un 17,4% de 45 a 60 i un 8,4% 65 anys o més.
L'edat mediana era de 30 anys. Per cada 100 dones de 18 o més anys hi havia 88 homes.
La renda mediana per habitatge era de 45.723 $ i la renda mediana per família de 50.378 $. Els homes tenien una renda mediana de 37.455 $ mentre que les dones 27.563 $. La renda per capita de la població era de 17.730 $. Aproximadament el 10,1% de les famílies i l'11,9% de la població estaven per davall del llindar de pobresa.

## Poblacions properes
El següent diagrama mostra les poblacions més properes.